# Rio Órbigo
O Rio Órbigo é um Rio espanhol, das provincias de León e Zamora, afluente do Rio Esla, que nasce perto da aldeia de Secarejo, da junção de dois outros rios: o Rio Luna e o Rio Omaña. Percorre 162 km desde a sua nascente até desaguar no Rio Esla, perto da cidade de Benavente (Espanha).